# Deplasament
Deplasament este un termen naval care indică masa volumului de apă dislocuit de carena unei nave în stare de plutire. Se exprimă în tone metrice (1000 kg) sau în tone engleze (1019,047 kg).  
Deplasamentul cuprinde greutatea navei goale (corpul, instalațiile, mecanismele, apa și combustibilul aflate în conducte, căldări etc.) și greutatea încărcăturii (marfa, combustibilul, apa potabilă, și de mașini, balastul, proviziile, echipajul cu bagajele personale, pasagerii, greutățile fixe etc.), care fac parte din tonajul deadweight al navei. 
Deplasamentul navei goale este o constantă și se indică de șantierul constructor în documentație. Variația deplasamentului navei în funcție de pescaj se reprezintă grafic prin curba deplasamentului.
La navele militare se deosebesc deplasamentele:
- gol - fără echipaj, muniție, combustibili, apă, lubrifianți, provizii;
- standard - cu combustibili, apă și ulei în instalații și echipaj la bord;
- normal - deplasamentul standard plus jumătate din plinurile de combustibili, apă, lubrifianți și echipaj;
- plin - deplasamentul standard plus plinurile care să asigure raza de acțiune a navei;
- maxim - deplasamentul standard, plus plinurile, rezerva de muniții și maximul de echipaj.

În cazul specific al submarinelor, se face o distincție între „deplasamentul la suprafață” care corespunde definiției de mai sus a flotabilității și „deplasamentul în scufundare” exprimat ca masă de apă deplasată în imersie care corespunde volumului complet al submarinului, inclusiv balasturile. .
La navele comerciale se stabilesc două deplasamente:
- deplasamentul navei goale - nava în apă cu densitatea de 1.025, fără combustibili și fără rezerve consumabile;
- deplasamentul de plină încărcătură sau maxim - nava încărcată până la linia pescajului de bord liber de vară.

În limbajul curent prin deplasament se exprimă numai mărimea navelor de pasageri sau a navelor militare. La navele de mărfuri se indică de regulă valoarea capacității maxime de încărcare, ("Deadweight").
Dacă pentru o navă se indică deplasamentul, fără altă precizare, acesta se referă la deplasamentul maxim.
Curba deplasamentului este o diagramă care reprezintă variația deplasamentului unei nave în funcție de pescaj. 
Din formula D = V×d, în care
- D = deplasamentul navei;
- V = volumul carenei pentru un pescaj dat;
- d = densitatea apei,

rezultă că la trecerea navei din apă sărată în apă dulce, pescajul crește, deoarece densitatea apei este mai mică; invers, la trecerea navei din apă dulce în apă sărată pescajul scade. 
Pentru scopurile practice de exploatare ale navei se întocmește scara capacității de încărcare. Aceasta este o tabelă grafică, întocmită pe baza datelor extrase din diagrama deplasamentului, cu ajutorul căreia se rezolvă la bord problemele practice ale raportului dintre pescaj, deplasament și capacitatea de încărcare, în funcție de variația pescajului în metri și în picioare, pentru apă de mare și apă dulce. 
Tabela arată: 
- valorile deplasamentului și capacității totale de încărcare în tone;
- înălțimea bordului liber în metri și în picioare;
- „încărcarea pe țol", în tone.

Cu ajutorul acestei tabele grafice se pot rezolva următoarele probleme: 
- determinarea deplasamentului și capacității de încărcare a navei pentru un pescaj dat;
- determinarea pescajului navei pentru un deplasament dat sau pentru o încărcătură dată;
- variația pescajului navei în funcție de greutatea în tone a mărfii ce se încarcă sau se descarcă;
- calculul greutății mărfurilor încărcate sau descărcate, în funcție de variația pescajului citită la scara de pescaj.